# Bukowiec (dopływ Olzy)
Bukowiec (też Wiestnik, czes. Bukovec) – potok w Beskidzie Śląskim, pierwszy lewobrzeżny dopływ Olzy na terenie Czech. Źródła pod Komorowskim Groniem w masywie Girowej, w głównym wododziale karpackim. Nazwa, wzmiankowana po raz pierwszy w 1353 r., pochodzi od bukowego lasu, przez który płynął potok w czasach, gdy lokowano nad nim wieś Bukowiec.